# Harald Wallin
Johan Harald Alfred Wallin (* 27. Februar 1887 in Göteborg; † 16. Juni 1946 ebenda) war ein schwedischer Segler.

## Erfolge
Harald Wallin, der Mitglied im Göteborgs Kungliga Segelsällskap war, nahm an zwei Olympischen Spielen teil. 1908 war er in London Crewmitglied der Vinga in der 8-Meter-Klasse unter Skipper Carl Hellström, die mit vier weiteren Booten um die Medaillen segelte. Da sich das Gesamtresultat am besten Ergebnis der einzelnen Wettfahrten orientierte, war die Vinga nach einem fünften und einem vierten Platz in den ersten beiden Wettfahrten nicht in den Medaillenrängen. In der dritten und letzten Wettfahrt gelang ihr jedoch ein Sieg, sodass sie hinter dem zweimal siegreichen britischen Boot Cobweb von Skipper Blair Cochrane den zweiten Platz belegte. Neben Wallin und Hellström gewannen außerdem die Crewmitglieder Eric Sandberg, Edmund Thormählen und Erik Wallerius die Silbermedaille. Bei den Olympischen Spielen 1912 in Stockholm wurde Wallin in der 10-Meter-Klasse Olympiasieger. Dabei war er Crewmitglied der Kitty, die in beiden Wettfahrten der Regatta den ersten Platz belegte und damit den Wettbewerb vor dem finnischen Boot Nina und dem russischen Boot Gallia II gewann. Zur Crew der Kitty gehörten außerdem Carl Hellström, Paul Isberg, Humbert Lundén, Herman Nyberg, Harry Rosenswärd und Erik Wallerius. Skipper des Bootes war Filip Ericsson.